# Izwan Mahbud
Mohamad Izwan bin Mahbud (* 14. Juli 1990 in Singapur) ist ein singapurischer Fußballtorhüter.

## Karriere

### Verein
Das Fußballspielen erlernte Izwan Mahbud auf der National Football Academy in Singapur. Seine Karriere begann 2008 in der U23–Mannschaft der Young Lions. Hier unterschrieb er einen Dreijahresvertrag. Die Mannschaft wurde im Jahr 2002 ins Leben gerufen und nimmt seitdem an der S. League teil, um den jungen U-23-Nationalspielern und auch Perspektivspielern mehr Spielpraxis zu verschaffen. Bis 2011 stand er 63 Mal im Tor des Teams. 2012 wechselte er zu den LionsXII, einem Verein, der in der Malaysia Super League spielte. Von 2012 bis 2015 spielte er 54 Mal für den Club. Über die Tampines Rovers, wo er von 2016 bis 2017 unter Vertrag stand, wechselte er 2018 nach Thailand. Hier unterschrieb er einen Vertrag beim Zweitligisten Nongbua Pitchaya FC aus Nong Bua Lamphu. Nach 41 Spielen im Tor des Zweitligisten wechselte er 2020 zum Erstligisten Trat FC nach Trat. Für den Erstligisten stand er 2020 dreimal zwischen den Pfosten. Anfang September wechselte er zum Ligakonkurrenten Samut Prakan City FC nach Samut Prakan. Für SPC stand er dreimal in der ersten Liga im Tor. Ende Juni 2021 ging er zurück nach Singapur, wo er einen Vertrag beim Erstligisten Hougang United unterschrieb. Hier bestritt er bis Saisonende zehn Erstligaspiele. Zu Beginn der Saison 2022 wechselte er zu den ebenfalls in der ersten Liga spielenden Lion City Sailors. 2022 feierte er mit den Sailors die Vizemeisterschaft. Am 9. Dezember 2023 stand er mit den Sailors im Finale des Singapore Cup. Hier besiegte man Hougang United mit 3:1. Am Ende der Saison 2024/25 feierte er mit den Sailors die Meisterschaft.  Am 18. Mai 2025 bestritt er mit den Sailors das Finale der AFC Champions League Two. Hier musste man sich im heimischen Bishan Stadium dem Sharjah FC mit 1:2 geschlagen geben. Am 31. Mai 2025 stand er mit den Sailors im Endspiel des Singapore Cup. Das Finale gegen die Tampines Rovers gewann man mit durch ein Tor von Bart Ramselaar mit 1:0.

### Nationalmannschaft
Seit 2011 spielt Izwan Mahbud in der  singapurischen Nationalmannschaft. Bisher stand er 51 Mal für die Nationalelf im Tor.

## Erfolge

### Verein
LionsXII
- Malaysia Super League: 2013
- Malaysia FA Cup: 2015

Lion City Sailors
- Singapurischer Meister: 2024/25
- Singapurischer Vizemeister: 2023
- Singapore Cup-Sieger: 2023, 2025
- AFC Champions League Two: 2024/25 (Finalist)

### Nationalmannschaft
- Südostasienmeisterschaft: 2012

## Auszeichnungen
- 2015 – Malaysia FA Cup – Man of the Match (Final)
- 2018 – FIFA World Cup Qualification (AFC) – Man of the Match (Singapur VS Japan)